# Vitina (Ljubuški, BiH)
Vitina je naseljeno mjesto u općini Ljubuški, Federacija BiH, BiH.

## Zemljopisni položaj
Nalazi se pored Ljubuškog, u sastavu Grada Ljubuškog. Smještena na rubu polja, uz izvor vrela Vrioštice. U blizini su dva vodopada Koćuša i Kravica na rijeci Trebižat. Privlačna je mnogim posjetiteljima i prolaznicima za Međugorje i Mostar.
Ponad Vitine je brdo Zelengora s prapovijesnim ilirskim gradom.
Župa Vitina obuhvaća i mjesta Otok, Grabovnik i Proboj, a posvećena je Svetom Paškalu Bajlonskom. Istoimena crkva građena je od 1910. do 1914. godine pod vodstvom tadašnjeg župnika fra Pave Šimovića.

## Flora i fauna
Prilikom radova na iskapanju i postavljanju vodovoda pronađeno tridesetak primjeraka čovječje ribice od kojih su neki bili veći od 30 centimetara što ih svrstava među najveće ikad pronađene. Tim povodom osnovana je i ekološka udruga Vitina-Vrioštica.[nedostaje izvor]

## Stanovništvo

### Popisi 1971. – 1991.
| Vitina             |                |                |                |
| godina popisa      | 1991.          | 1981.          | 1971.          |
| Hrvati             | 2021 (93,82 %) | 1924 (91,27 %) | 1932 (90,83 %) |
| Muslimani          | 91 (4,22 %)    | 145 (6,87 %)   | 173 (8,13 %)   |
| Srbi               | 1 (0,04 %)     | 12 (0,56 %)    | 17 (0,79 %)    |
| Jugoslaveni        | 22 (1,02 %)    | 25 (1,18 %)    | 1 (0,04 %)     |
| ostali i nepoznato | 19 (0,88 %)    | 2 (0,09 %)     | 4 (0,18 %)     |
| ukupno             | 2154           | 2108           | 2127           |

### Popis 2013.
| Vitina             |                |
| godina popisa      | 2013.          |
| Hrvati             | 1920 (98,41 %) |
| Bošnjaci           | 13 (0,67 %)    |
| Srbi               | 2 (0,10 %)     |
| ostali i nepoznato | 16 (0,82 %)    |
| ukupno             | 1951           |

## Poznate osobe
Vitina je mjesto rođenja nekih književnika: Mehmed-beg Kapetanović Ljubušak, Zija Dizdarević i Vlatko Majić, a također je poveznica s piscima: Nikola Kordić, Lucijan Kordić, fra Častimir Majić, Mile Luburić i Ivan Vukoja. U Vitini se rodio i pravnik Mile Boras.
U uređenom parku uz vrelo, u središtu mjesta, nalazi se spomenik Ludvigu Pavloviću, rođenom u Vitini.